# Luc Van Hoyweghen
Luc Bernard Maria Willy Van Hoyweghen (Appels, 1 januari 1929 – Dendermonde, 30 juni 2013) was een Belgisch voetballer.
Van Hoyweghen was een aanvaller. Hij maakte op 17-jarige leeftijd zijn debuut in het eerste van Sparta Appels. Van 1948 tot 1953 speelde hij bij KAV Dendermonde en van 1953 tot 1961 kwam hij uit voor Daring Club de Bruxelles in de Belgische Eerste klasse.
Bij het wereldkampioenschap voetbal 1954 maakte Van Hoyweghen deel uit van de Belgische selectie, maar hij speelde geen interlands voor het nationale team. Wel kwam hij uit voor het B-elftal van België. Van Hoyweghen was doctor in de rechtsgeleerdheid en werkzaam als advocaat en politierechter in Dendermonde. Hij overleed in 2013 op 84-jarige leeftijd.